# Mexer
Edson André Sitoe (* 8. September 1988 in Maputo) ist ein mosambikanischer Fußballprofi, der als Innenverteidiger spielt.

## Karriere

### Verein
Mexer begann seine Karriere bei Desportivo Maputo in seiner Heimatstadt. Im Januar 2010 wechselte er für 173.000 Euro nach Portugal zu Sporting Lissabon, wo er einen Vertrag über zweieinhalb Jahre mit der Option auf weitere drei Jahre unterschrieb. Er wurde darauf direkt zu SC Olhanense verliehen, wo er am 11. September 2010 sein Debüt in einem Spiel gegen Sporting Lissabon absolvierte. Nach zwei Jahren in Olhanense wurde er von Nacional Funchal unter Vertrag genommen, wo er eine wichtige Rolle einnahm.
Am 19. Juni 2014, nach einem fehlgeschlagenen Transfer zu dem französischen Klub im Januar, unterschrieb Mexer bei Stade Rennes. Bei seinem zweiten Auftritt in der Ligue 1 am 16. August trug er mit zwei Toren zu einem 6:2-Heimsieg gegen FC Évian Thonon Gaillard bei.
Am 27. April 2019 spielte Mexer über die vollen 120 Minuten und erzielte den 2:2-Ausgleichstreffer gegen Paris Saint-Germain im Finale des Coupe de France. Rennes gewann das Spiel später im Elfmeterschießen und schaffte es, den Wettbewerb zum dritten Mal in seiner 118-jährigen Geschichte zu gewinnen.
Zur Saison 2019/20 wechselt Mexer zu Girondins Bordeaux. Nach insgesamt acht Jahren in Frankreich verließ der Spieler das Land im August 2022 und wechselte zurück nach Portugal zu GD Estoril Praia.

### Nationalmannschaft
Mexer debütierte 2007 für Mosambik und vertrat sein Land beim Afrika-Cup 2010. Er erzielte bisher zwei Länderspieltreffer.

## Erfolge
Stade Rennes
- Französischer Pokalsieger: Coupe de France 2018/19